# Skrattabborrtjärnen (Björna socken, Ångermanland)
Skrattabborrtjärnen är en sjö i Örnsköldsviks kommun i Ångermanland och ingår i Gideälvens huvudavrinningsområde.